# Himmelpforten
Himmelpforten is een gemeente in de Duitse deelstaat Nedersaksen. De gemeente maakt, als bestuurszetel, deel uit van de Samtgemeinde Oldendorf-Himmelpforten in de Landkreis Stade.
Himmelpforten telt 5.540 inwoners.
Tot de gemeente behoren ook nog de dorpen Kuhla (aan de zuidkant van het hoofddorp, halverwege Oldendorf) en Breitenwisch (ten noorden van Himmelpforten). Ochsenpohl, direct ten noorden van het hoofddorp, heeft niet de status van Ortsteil.

## Geografie, infrastructuur
Himmelpforten ligt aan de Bundesstraße 73, die van Cuxhaven naar Stade loopt. Himmelpforten ligt ongeveer 12 km ten westen van Stade.
Op 11½ km ten westen van station Stade heeft Himmelpforten sinds juni 1881 een spoorweghalte aan de spoorlijn Lehrte - Cuxhaven. Deze wordt sinds 2018 geëxploiteerd door Regionalverkehre Start Deutschland, een dochteronderneming van Deutsche Bahn. Vanaf dit station rijdt (niet op zon- en feestdagen) ook een buurtbus, die vele dorpen in de omgeving bedient.

## Geschiedenis
Himmelpforten ontstond rondom een in 1255 voor het eerst schriftelijk vermeld nonnenklooster der Cisterciënzers met de naam Porta Coeli, Latijn voor hemelpoort.
Deze is ook in het gemeentewapen weergegeven.

## Bezienswaardigheden, evenementen
- Himmelpforten is een van de ongeveer negen Duitse plaatsen met een Weihnachtspostamt. Kinderen sturen in december brieven met verlanglijstjes of goede wensen aan de Kerstman, of ook wel het Kindeke Jezus. Mede om deze reden vindt jaarlijks in het dorp een aantal evenementen rondom het kerstfeest plaats, waaronder een kerstmarkt.
- De 18e-eeuwse, evangelisch-lutherse Mariakerk heeft een interessant, deels eveneens 18e-eeuws kerkinterieur. Eromheen is een kruidentuin aangelegd in de traditie van de laatmiddeleeuwse kloostertuinen.
- Wehbers Mühle is de naam voor een oude windmolen, type achtkante bovenkruier, met bijgebouwen, op slechts enkele meters ten noorden van de B73. De windmolen werd, vlak bij een reeds bestaande watermolen, in 1871 gebouwd. De in de 20e eeuw enige malen gerenoveerde molen is niet meer maalvaardig. In het gebouwencomplex (dat onder monumentenzorg staat) is o.a. een restaurant en een doe-het-zelfwinkel gevestigd.
- Van het voormalige heerlijke bezit Kuhla is het kasteel niet bewaard gebleven. Wel staat er nog een monumentale herenboerderij, die omstreeks 1850 werd gebouwd. Jaarlijks wordt er een aspergemarkt en een kerstbomenmarkt gehouden, grotendeels met producten van eigen erf.
- In een voormalige basisschool te Himmelpforten is een school- en streekmuseum (Heimat- und Schulmuseum) gevestigd.

## Afbeeldingen

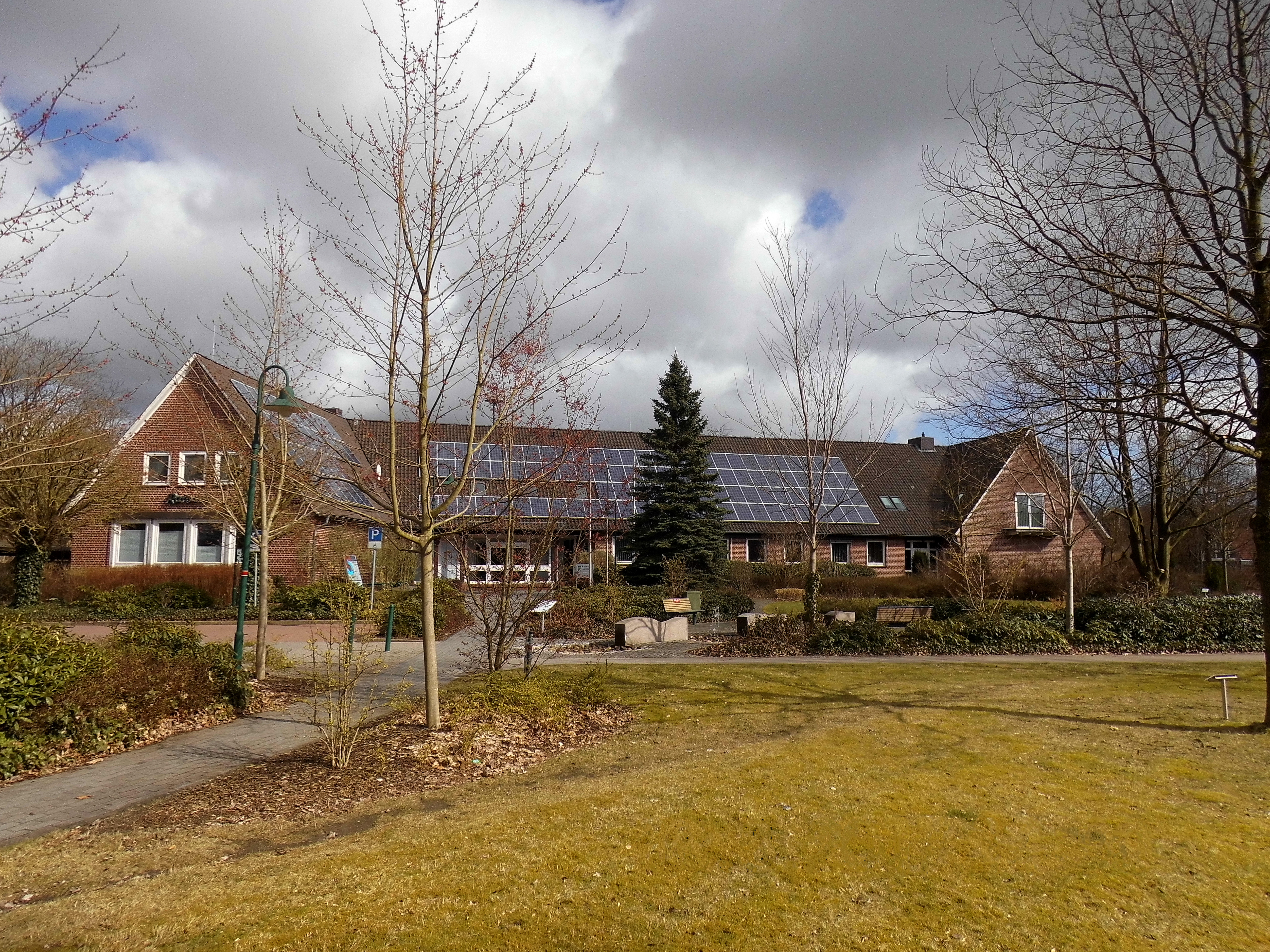
Gemeentehuis
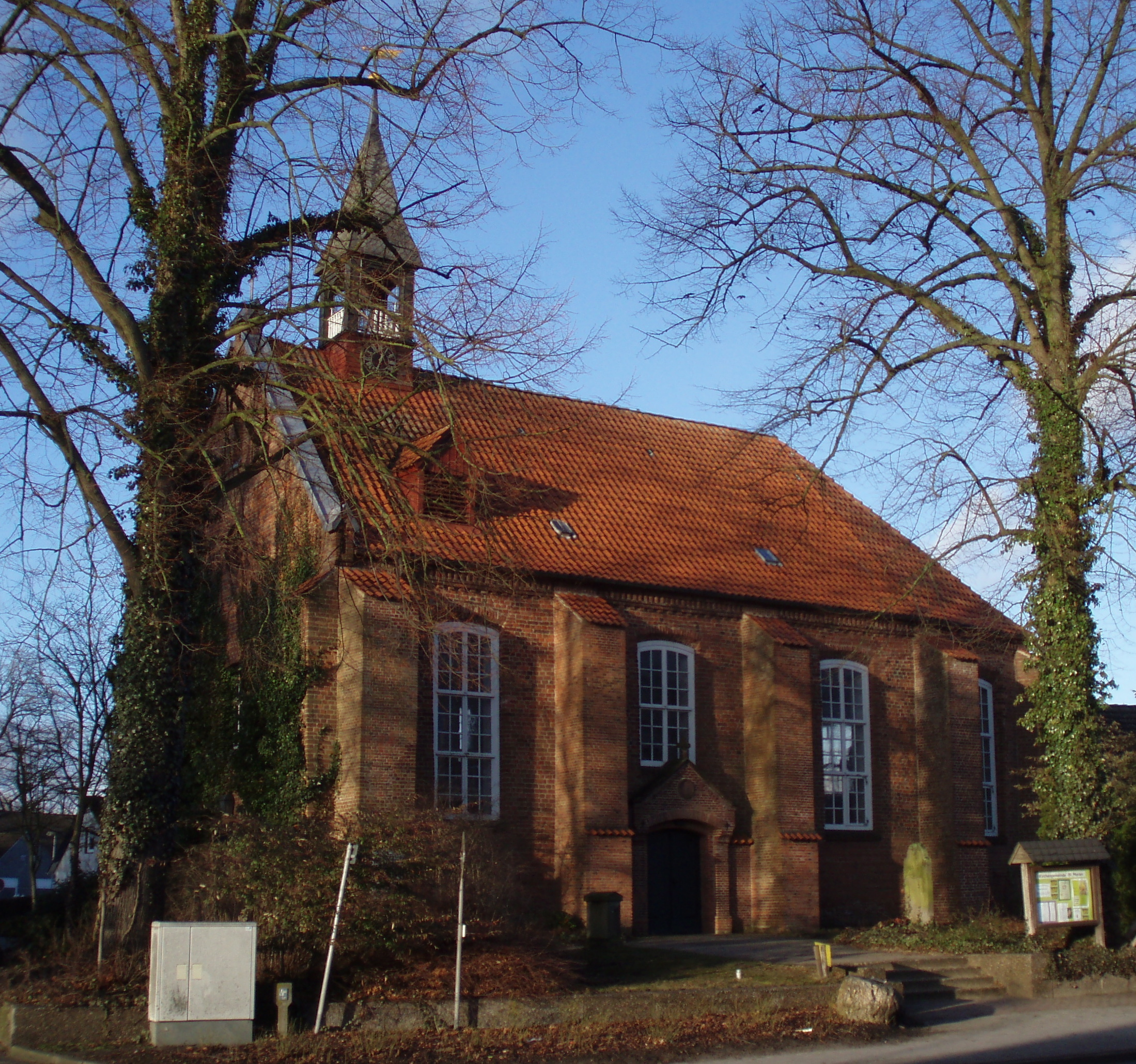
Evang.-lutherse Mariakerk, Himmelpforten
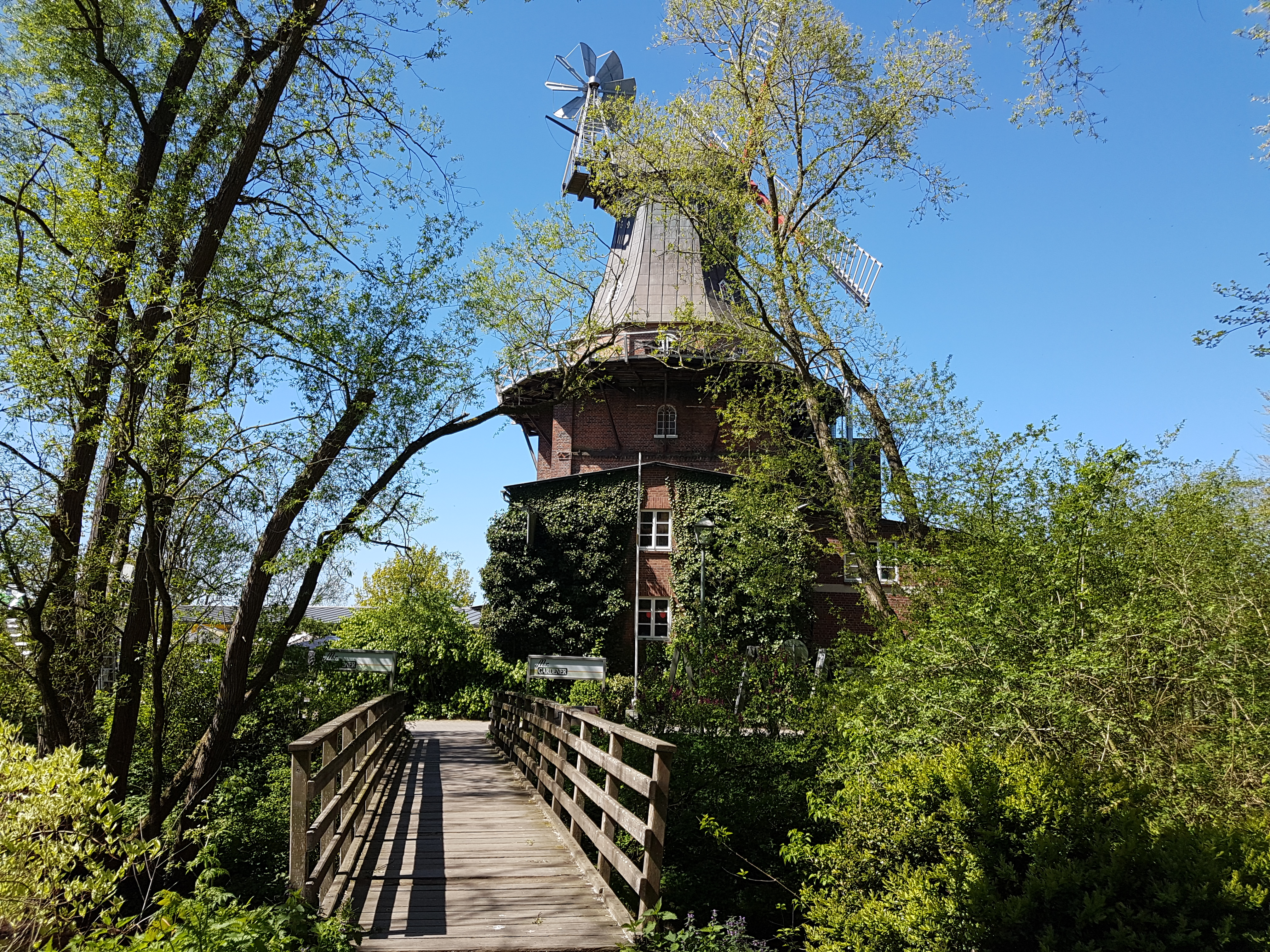
Wehbers Mühle
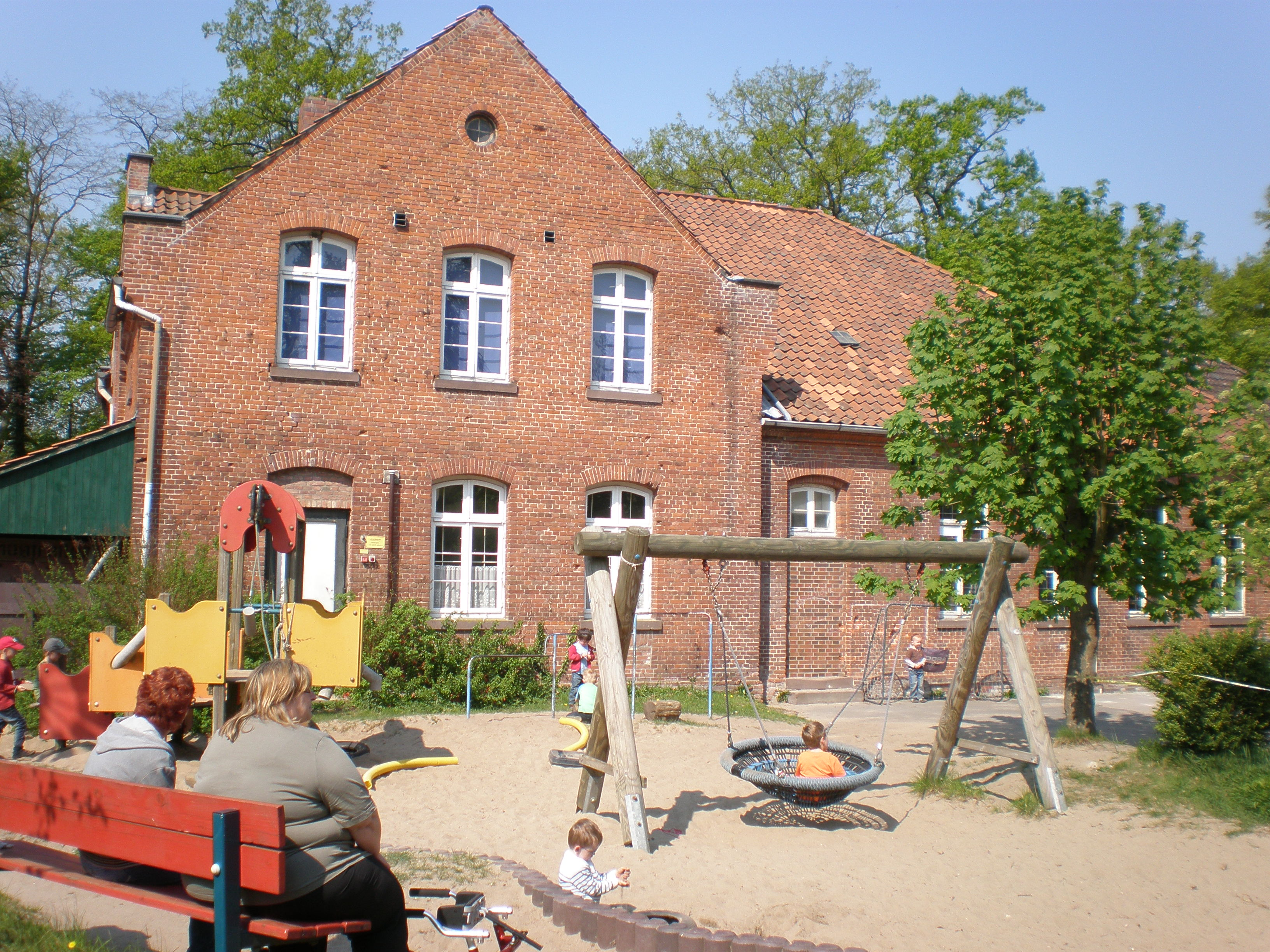
Streekmuseum
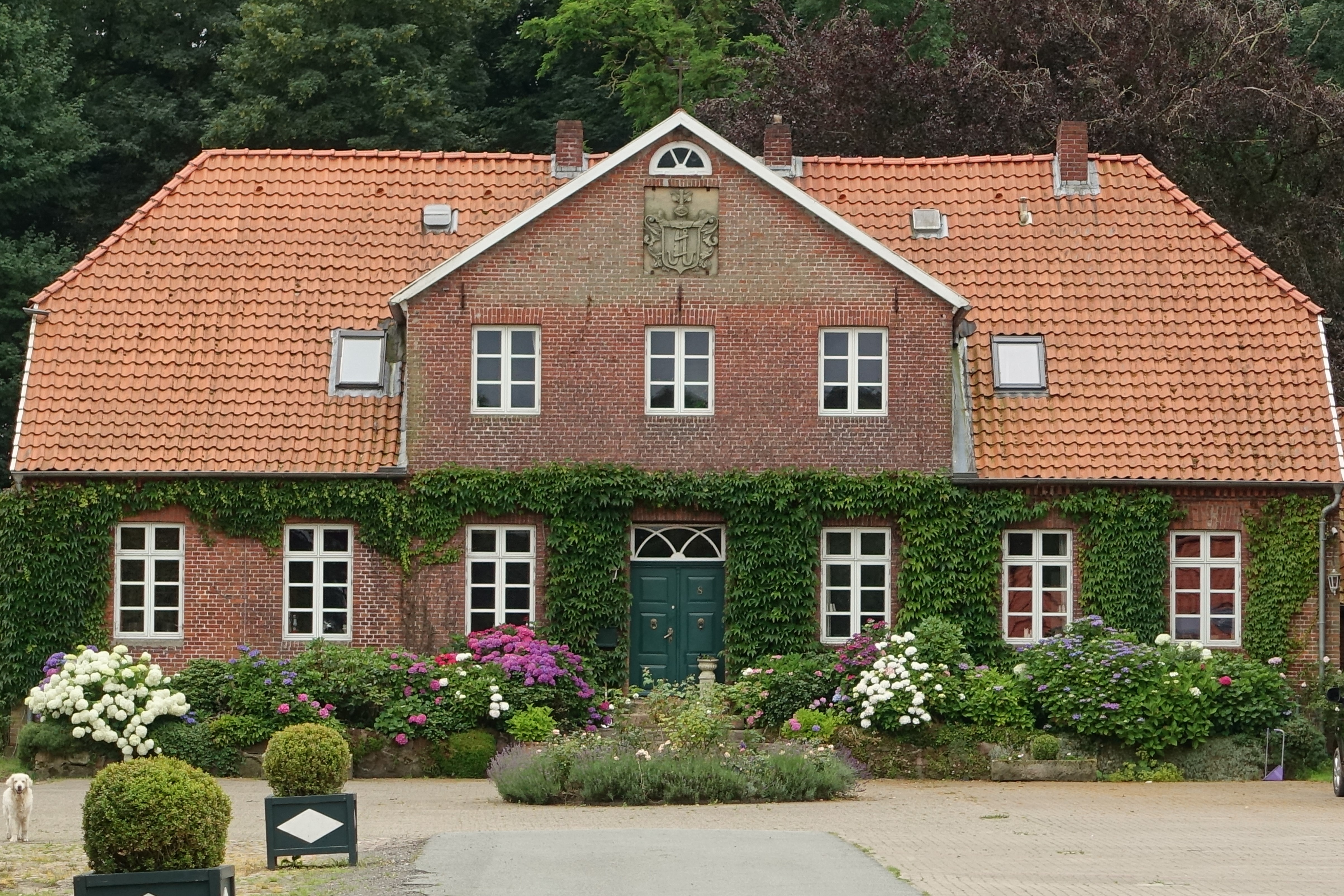
Huize Kuhla

## Partnergemeente
Himmelpforten onderhoudt sedert 1990 een jumelage met Lorrez-le-Bocage in Frankrijk.
- Gemeinsame Normdatei: 4647677-5
- Virtual International Authority File: 244743971

Agathenburg · 
Ahlerstedt · 
Apensen · 
Balje · 
Bargstedt · 
Beckdorf · 
Bliedersdorf · 
Brest · 
Burweg · 
Buxtehude · 
Deinste · 
Dollern · 
Drochtersen · 
Düdenbüttel · 
Engelschoff · 
Estorf · 
Fredenbeck · 
Freiburg (Elbe) · 
Großenwörden · 
Grünendeich · 
Guderhandviertel · 
Hammah · 
Harsefeld · 
Heinbockel · 
Himmelpforten · 
Hollern-Twielenfleth · 
Horneburg · 
Jork · 
Kranenburg · 
Krummendeich · 
Kutenholz · 
Mittelnkirchen · 
Neuenkirchen · 
Nottensdorf · 
Oederquart · 
Oldendorf · 
Sauensiek · 
Stade · 
Steinkirchen · 
Wischhafen